# Codice ATCvet QG52
Il codice ATCvet QG52 "Prodotti per capezzoli e mammelle" è un sottogruppo del sistema di classificazione Anatomico Terapeutico e Chimico, un sistema di codici alfanumerici sviluppato dall'OMS per la classificazione dei farmaci e altri prodotti medici. Il sottogruppo QG fa parte del gruppo anatomico G, farmaci per uso veterinario dell'Apparato genito-urinario.
Numeri nazionali della classificazione ATC possono includere codici aggiuntivi non presenti in questa lista, che segue la versione OMS.

## QG52A Disinfettanti
Gruppo vuoto

## QG52B Dispositivi per il canale dei capezzoli
Gruppo vuoto

## QG52C Emollienti
Gruppo vuoto

## QG52X Vari prodotti per capezzoli e mammelle
Gruppo vuoto